# Megachile castaneipes
Megachile castaneipes är en biart som beskrevs av Heinrich Friese 1908. Megachile castaneipes ingår i släktet tapetserarbin, och familjen buksamlarbin. Inga underarter finns listade i Catalogue of Life.